# Albo dies notanda lapillo
Álbo díes notánda lapíllo (лат. день, который следует отметить белым камешком) — латинское крылатое выражение об удачном дне, связанное с известным в Риме фракийским обычаем отмечать счастливые дни белыми, а несчастливыми — чёрными камешками. Об этом обычае упоминают римский учёный-энциклопедист Плиний Старший («Естественная история», VII, 131), Плиний Младший («Письма», VI, 11), дважды — поэт Катулл (68, 148; 107, 6), также Марциалл:

Гай мой нынешний день отмечает мне камешком белым:
Вот он — о счастье! — опять с нами по нашей мольбе.
Ф.А.Петровский. Эпиграммы // перевод / Марциал Марк Валерий. — М:: Художественная литература, 1968. — Т. 1—2. — С. 36.